# جرج وال
جرج وال (به انگلیسی: George Wall) بازیکن فوتبال زادهٔ ۲۰ فوریه ۱۸۸۵ اهل کشور انگلستان بود که سابقهٔ بازی در تیم ملی فوتبال انگلستان را در کارنامهٔ خود دارد. وی در تاریخ ۱۸ مارس ۱۹۰۷ نخستین بازی ملی خود را در مقابل تیم ملی فوتبال ولز انجام داد و با حضور در ۷ بازی ملی، در تاریخ ۱۵ فوریه ۱۹۱۳ واپسین بازی ملی‌اش را در برابر تیم ملی فوتبال ایرلند برگزار کرد.
این بازیکن توانسته در بازی‌های ملی، ۲ گل به ثمر برساند.